# Автомобіль на даху
«Автомобіль на даху» — радянська кінокомедія 1980 року, знята на кіностудії «Вірменфільм» режисером Дмитром Кесаянцем.

## Сюжет
1920-ті роки, в маленькому провінційному вірменському містечку Айвакан (вигаданому) тільки що встановлена Радянська влада в особі міліціонера Аршо і комсомолки Софіко проводить соціальні зміни. Парочка молодих ідеалістів вирішує, що «автомобіль не розкіш, а засіб пересування в комунізм», і починає бурхливу діяльність по впровадженню нового виду транспорту. Маса перешкод стоїть на їх шляху, «непмани» будують підступи підбурюючи візників до бунту, справа доходить до стрілянини. Непросто змінити ставлення городян до автомобіля, який опиняється встановленим у вигляді пам'ятника — адже для автомобіля потрібна дорога, і герої, заражаючи населення своїм ентузіазмом, піднімають на будівництво все місто. Але ще складніше змінити ставлення людей до людей — паралельно розвивається драматична історія: городяни відмовляють повії Варсо увійти на тротуар нової дороги, її не визнають частиною суспільства. Варсо гостро переживає це, вона тягнеться до нового життя, але піддається обструкції городян, над нею влаштовується фізична розправа. Завдяки старанням героїв, які ж не заради загальнодоступності автомобіля міняють старі порядки, сумна доля дівчини змінюється.

## У ролях
- Аршак Оганян — Аршо, міліціонер
- Елеонора Мікоян — Софіко, комсомолка
- Тамара Оганесян — Варсо, повія
- Тигран Мхітарян — Фанос
- Грач'я Костанян — Азат
- Армен Сантросян — Бекмелікян
- Маргарита Карапетян — стара Манішак
- Гегам Арутюнян — майстер Онік
- Азат Шеренц — Карабала
- Ашот Нерсесян — візник
- Валерий Харютченко — епізод
- Віген Степанян — епізод
- Сурен Оганесян — епізод
- Грант Тохатян — епізод

## Знімальна група
- Режисер — Дмитро Кесаянц
- Сценарист — Дмитро Кесаянц
- Оператор — Рудольф Ватинян
- Композитор — Юрій Арутюнян
- Художник — Михайло Антонян